# Казас-Секлис
Ка́зас-Се́клис (также Казас-секлис, латыш. Kazas sēklis или Kazu sēklis — «Козья отмель») — шестой по величине остров на Даугаве в Риге, относится Земгальскому предместью города. Казас-Секлис расположен у левого берега Даугавы, рядом с островом Луцавсала (чуть выше по течению), отделяясь от него протоком шириной 30-50 метров. Через проток устроены автодорожный мост на улице Луцавсалас, через который осуществляется сообщение с городом, а также пешеходный мост. Остров треугольной формы, длина острова 0,7 км, ширина 0,5 км.

## История
Остров образовался в начале XX века, отделившись от Луцавсалы. Остров невысокий, его средняя высота 1-2 метра над уровнем реки Даугавы. Поверхность покрыта преимущественно кустарником и лугами, в южной части острова устроены коллективные сады. Единственная улица — Луцавсалас. Постоянного населения на острове нет.